# Li Dong-woon
Li Dong-woon   (Pyongyang, 4 de juliol de 1945) fou un futbolista nord-coreà de la dècada de 1960.
Fou internacional amb la selecció de futbol de Corea del Nord amb la qual participà a la copa del Món de futbol de 1966.
A nivell de club destacà com a jugador de Rodongja i Pyongyang.